# Színváltó likacsosgomba
A színváltó likacsosgomba (Aurantiporus fissilis) a likacsosgombafélék családjába tartozó, Eurázsiában és Észak-Amerikában honos, almafán vagy más gyümölcsfákon élősködő, nem ehető gombafaj. 

## Megjelenése
A színváltó likacsosgomba termőteste konzolos, szabálytalan kagyló vagy félkör formájú, 5-18 (30) cm széles. Színe eleinte fehéres, majd krémszínű, néha rózsaszínes árnyalatú, idősen pedig piszkos barnásszürkés lesz. Felülete finoman bársonyos, szőrös.
Termőrétege csöves. A pórusok szűkek (2-3 db/mm). Színe a kalapéval egyezik, gyakran rózsaszínes. Nyomásra, sérülésre vöröses rózsaszínűre színeződik.
Húsa egészen fiatalon puha, fehéres, rózsaszínes színű, de hamarosan kemény, fás lesz és idősen szürkésbarnára sötétedik. Szaga nincs, íze kesernyés. 
Spórapora fehéres, halványsárgás. Spórája elliptikus, sima, mérete 4-5,5 x 2,5-4 µm.

### Hasonló fajok
A lombfa-likacsosgomba vagy a ritka északi likacsosgomba hasonlíthat hozzá. 

## Elterjedése és termőhelye
Eurázsiában és Észak-Amerikában honos. Magyarországon ritka. 
Élő lombos fák (főleg almafa, de birsen és szilvafán is) nekrotróf parazitája. Kora tavasztól télig látható.

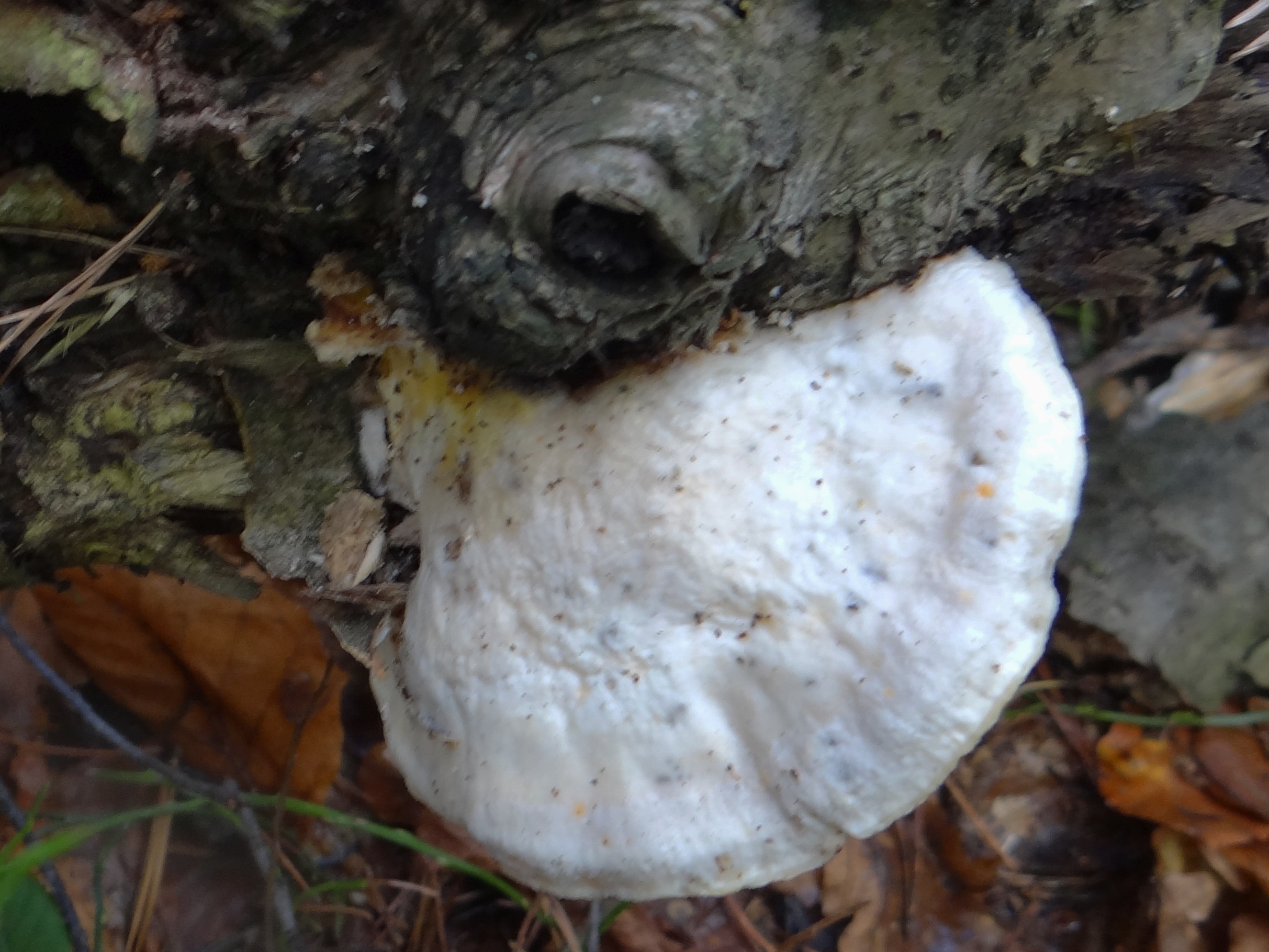
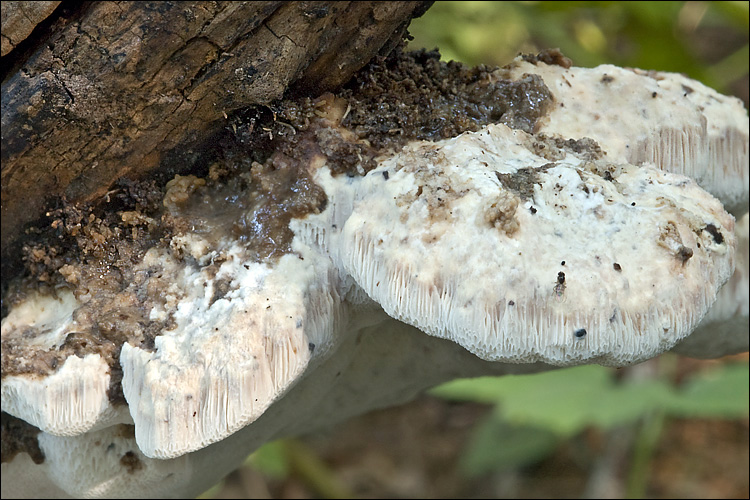
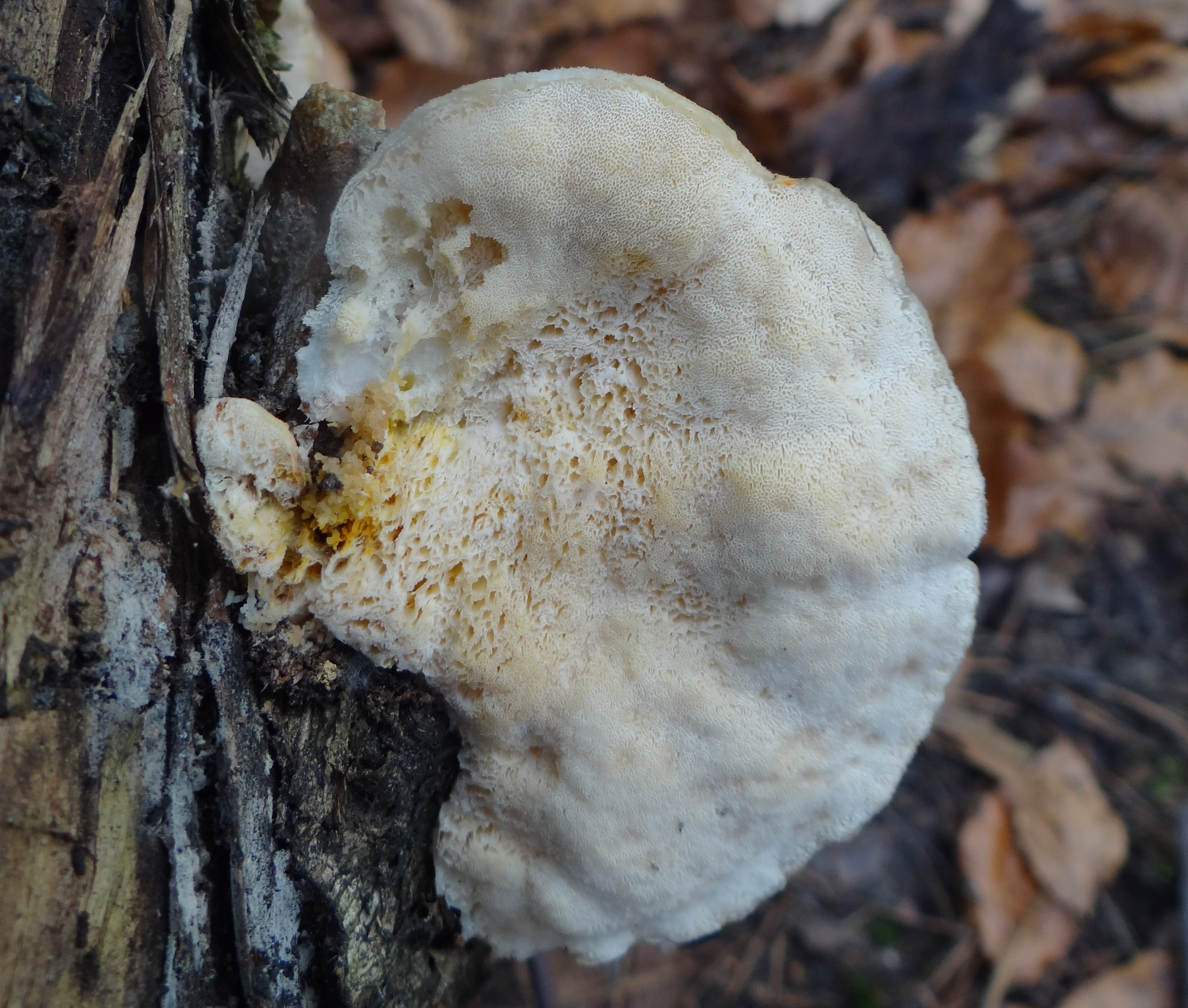
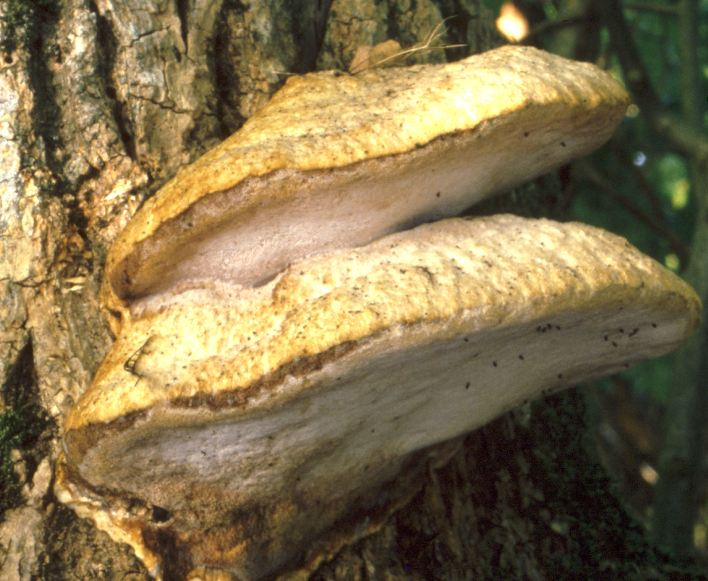
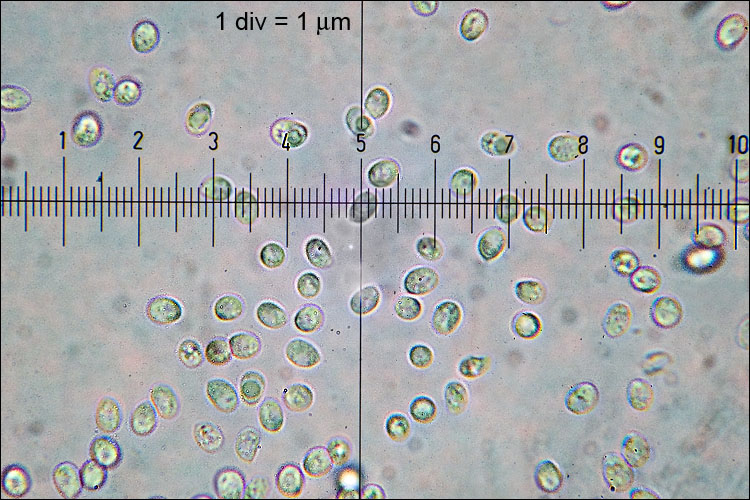

Nem ehető.  